# Cariblatta advena
Cariblatta advena är en kackerlacksart som beskrevs av Rehn, J. A. G. 1932. Cariblatta advena ingår i släktet Cariblatta och familjen småkackerlackor.
Artens utbredningsområde är Haiti. Inga underarter finns listade.